# مورسلبن
مورسلبن (به آلمانی: Morsleben) یک منطقهٔ مسکونی در آلمان است که در اینگرسلبن واقع شده‌است. مورسلبن ۳۴۸ نفر جمعیت دارد.